# Харитонович, Алексей Александрович
Алексей Александрович Харитонович (бел. Аляксей Аляксандравіч Харытановіч; род. 30 апреля 1995, Минск) — белорусский футболист, вратарь клуба «Нафтан».

## Клубная карьера
Является воспитанником минского «Динамо». С ним подписал свой первый профессиональный контракт, но за основной состав не сыграл ни одной игры, изредка выступая за дублирующий состав и попадая в заявку на матчи чемпионата Беларуси. В 2014 году выступал на правах аренды в клубе «Берёза-2010» в первой лиге. Дебютировал в его составе 19 апреля в матче со «Слонимом», оставив свои ворота в неприкосновенности. Всего за команду он успел провести 4 игры, в которых пропустил 5 мячей. Из-за полученной травмы плеча голкипер был вынужден пропустить остаток сезона.
В начале 2015 года пополнил состав столичной «Звезды-БГУ», также выступающей в первой лиге. В составе минского клуба первую игру провёл 31 мая против своего бывшего клуба. На 90-й минуте он вышел на замену вместо Романа Бабаева. В 2018 году команда, которая теперь называлась «Энергетик-БГУ», заняла вторую строчку в турнирной таблице и заслужила повышение в классе. 31 марта 2019 года Харитонович дебютировал в высшей лиге Беларуси в гостевой игре со «Слуцком». Встреча завершилась со счётом 0:0, а сам вратарь получил травму головы, в результате чего ему было наложено 30 швов.
14 февраля 2020 года подписал контракт с «Белшиной» из Бобруйска. 4 апреля впервые занял место в воротах команды в игре с «Городеей». В сезоне 2020 сначала чередовался с Сергеем Туранком, позднее закрепился в качестве основного вратаря. В апреле 2021 года стал капитаном бобруйской команды. В сезоне 2021 был одним из немногочисленных игроков, которые остались в команде с предыдущего сезона. Сначала играл в основе, позднее стал чередоваться с Павлом Охремчуком. В феврале 2022 года продлил контракт с бобруйским клубом. В январе 2024 года футболист покинул бобруйский клуб.

## Карьера в сборной
Вызывался в юношеские и молодёжные сборные Беларуси, но принял участие в их составе только в одной игре. 15 октября 2013 года в составе сборной до 19 лет вышел в стартовом составе на матч квалификационного раунда к чемпионату Европы с Латвией.

## Достижения
Энергетик-БГУ
- Серебряный призёр первой лиги Беларуси: 2018